# Карвовский, Антоний
Антоний Карвовский (род. 14 апреля 1948, Граево, Польша) — польский лирический абстракционист, неофигуративный художник и творческий артист.
Вырос в небольшом городе в Восточной Польше, окружённом одной из самых больших европейских охраняемых территорий — Бебжанским национальным парком. Его отец, Йозеф Карвовский, был социальным работником и промоутером культуры, а мать Ларисса (девичья фамилия — Зуб) — парикмахером. Антоний самый старший в семье (младший брат — Мацей).
Он рос в семье с несколькими поколениями, под сильным влиянием своего отца и русского дедушки (Симон Зуб). Первый урок живописи ему преподал отец. Это, в совокупности с его общением с творческим дедушкой, который сочинял поэзию и пел старинные русские песни, зародило импульс, который определил его дальнейшее карьерное направление. Сочетание польской и русской культуры и традиций, и становление в окружении дикой природы повлияло на его чувствительность, и укрепило чувство индивидуализма, выраженное в его творчестве и отношением с окружением.
После окончания школы Антоний занялся художественным творчеством и экспериментированием с разными формами искусства. Он менял дом и институты несколько раз, в поиске места, где он бы смог в полной мере использовать и развивать свой талант. В определённый неудачный период он проработал на шахте. Позже он стал членом Факультета Изящных Искусств в Университете города Торун, где развил свой талант и стал профессиональным художником.

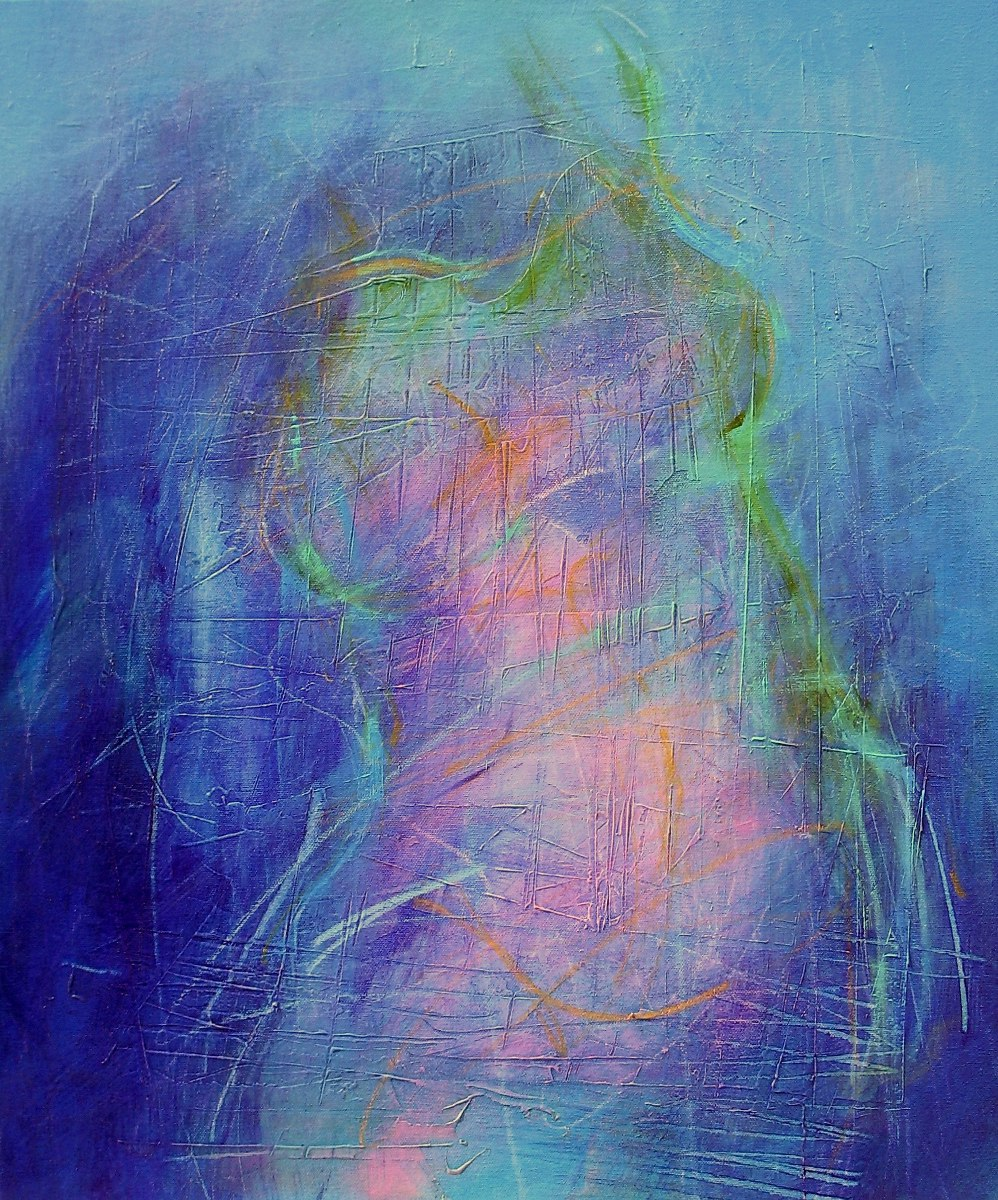
The Dress by Antoni Karwowski

В начале 80-х годов Антоний вместе со Збигневем Oлешинским организовал «Группу А», которая воплотила множественные творческие проекты в Польше. С тех пор он углубился в перформанс, в качестве участника и организатора разных проектов. С 2003 года Антоний организовывает Международный фестиваль перформанса и интермедии (в городе) Щецин.
На протяжении своей творческой деятельности Антоний создал свой собственный стиль, который один берлинский арт-критик охарактеризовал следующим образом: «…От его картин исходит разноцветный свет, идеально созданный в его мастерской. Метафора этого света придаёт магическое, сюрреалистическое значение фигуративным элементам в его работе. Сила его произведений, помимо осветляющих цветов, исходит от богатства символического значения и определённой многослойности, благодаря которой его картины выполняют более чем просто декоративную функцию».
Работы Антония интригуют, соблазняя цветом и светом. Для полного их понимания нужно время и близкий с ними контакт, ибо тогда они раскрывают полный спектр путей выражения, использованных автором. Его работы начали собирать в разных частных коллекциях в Европе. Также он принимал заказы от корпораций и учреждений, как, например, на создание крупных панелей размером со стену (53 метра в длину) в 2005 году от клиники в городе Дортмунд (Германия), которые до сих пор там выставлены и пользуются вниманием широкой публики.

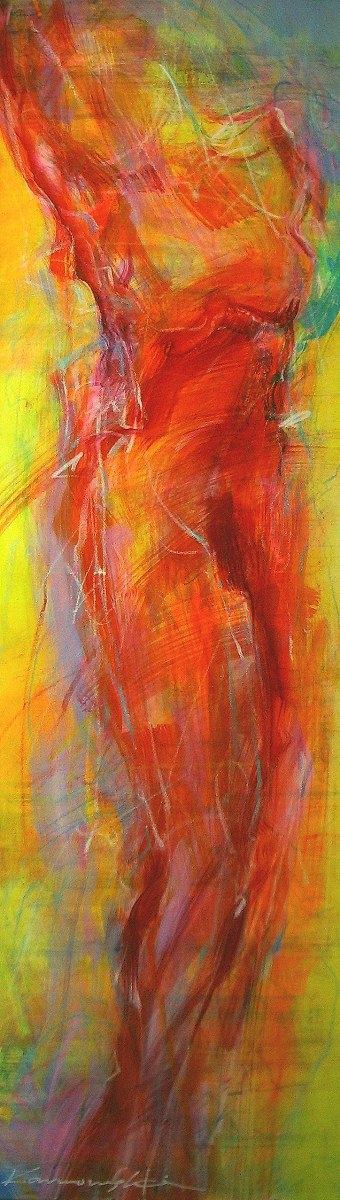
Act by Antoni Karwowski

## Творчество

### Выставки
- 2010 — «Anders Gallery» — Люнен (Германия)
- 2007 — «Anders Gallery» — Люнен (Германия)
- 2007 — «ZERO Gallery» — Берлин (Германия)
- 2006 — Museum of Art — Санта-Фе (Аргентина)
- 2006 — Museum Contemporary Art — Неаполь (Италия)
- 2005 — «Galerie automatique» — Берлин-Страсбург
- 2005 — Art Platform — Тель-Авив (Израиль)
- 2005 — Polish Art Fair 2005 — Познань (Польша)
- 2004 — Project «MOTION» — Берлин (Германия)
- 2003 — V International Baltic Biennial — Щецин (Польша)
- 2002 — Berliner Landtag — Берлин (Германия)
- 2002 — «Distance 777» — 68elf gallery — Кёльн (Германия)
- 2001 — Europäisches Kulturzentrum — Кёльн (Германия)
- 2001 — «Kunst am limit» — «Pussy Galore» — Берлин (Германия)
- 2001 — «RAUMTRIEB 2001», art festival — Берлин (Германия)
- 2001 — Wystawa malarstwa, Reimus gallery — Эссен (Германия)

### Перформансы
- 2010 — «My Tram», Щецин (Польша)[1]
- 2010 — «Extension Series 2», Grim Museum 2, Берлин (Германия)
- 2005 — «Reading White Books» — Тель-Авив (Израиль)
- 2001 — «Salz arm» — Берлин (Германия)
- 1999 — Ostholstein Museum — Ойтин (Германия)
- 1999 — Galerie am Domplatz — Мюнстер (Германия)
- 1999 — National Museum — Щецин (Польша)
- 1996 — «Forum Ost — West» — Бергиш-Гладбах (Германия)
- 1994 — «Anders Gallery» — Люнен (Германия)
- 1994 — «Forum Gallery» — Леверкузен (Германия)
- 1993 — «Cztery Zywioly» — Грайфсвальд (Германия)
- 1992 — «Gaia Cztery Sezony» — Герлесборг (Швеция)
- 1992 — Municipal Gallery — Наксков (Дания)
- 1990 — «En Garde Gallery» — Орхус (Дания)
- 1988 — «Fine Art Gallery» — Тролльхеттан (Швеция)
- 1988 — XV Festival of Polish Contemporary Art — Щецин (Польша)
- 1987 — «Bridge West & East» — Антверпен (Бельгия)
- 1985 — «Nagra Malare» — Ванерсборг (Швеция)
- 1981 — «Palacyk» — Вроцлав (Польша)

### Участие в культурных проектах
- 2003—2009 — Куратор Международного Фестиваля Перформанса и Интермедии — Щецин, Польша
- 2002—2005 — Соорганизатор международного проекта перформанса «Private impact»
- 1995—1999 — Инициатор Международного Фестиваля Перформанса «Trawnik» (Польша — Германия)
- 1992—1994 — Соорганизатор международного проекта «Gaia the four elements»
- 1981—1986 — Организовал и содержал Центр искусств в Свиноуйсьце, Польша
- 1980—1981 — Сотрудничал в качестве артиста с Open Theatre Centre «Kalambur» — Вроцлав, Польша